# Йоганн Венцель
Йоганн Венцель (нім. Johann Wenzel; 9 березня 1902, Нідау, Німецька імперія (нині — Нідов, Поморське воєводство, Польща) — 2 лютого 1969, Берлін) — радянський розвідник, радист резидентури «Червона капела».

## Біографія
Йоганн народився в селянській родині в селі Нідан (нині — Нідов; в районі Мариенбургу/Мальборка) (в той час — Німецька імперія, нині — Польща). Після школи навчався, а потім і працював ковалем, слюсарем на шахті в Рурі і на круппівські заводі в Ессені, ще в юності він захопився марксистськими ідеями, брав участь у робочих і комуністичних рухах. У 1922 році він вступив в Комуністичну партію Німеччини. Працював на різних заводах і на підприємствах в Берліні. Виконував відповідальні партійні завдання, перш за все по лінії організації «Ротфронт», в районі Берлін — Бранденбург. У період з 1931 по 1932 рік — на партійній роботі в Гамбурзі, Бремені, Ессені, Дюссельдорфі та Кельні. Після місячного тюремного ув'язнення на початку 1932 року перейшов на нелегальне становище.
З 1934 року — радянський військовий розвідник в Німеччині. Пройшов спецпідготовку і досконало опанував радіосправою. Володів російською, французькою, англійською та голландською мовами. З 1937 по 1940 рік очолював розвідувальну групу в Бельгії. Для виконання завдання неодноразово виїжджав до Німеччини, Франції, Австрії, Нідерландів та Чехословаччину.
Член бельгійської групи Леопольда Треппера. Підготував ряд радистів групи Вінтерінка для розширення мережі організації. Заарештовано гестапо 30 червня 1942 в Брюсселі. Давши згоду на радіогра, передав до Центру сигнал тривоги і 18 листопада втік. Брав участь у русі опору в Бельгії. У жовтні 1945 року через радянського уповноваженого з репатріації був переправлений до Парижа, а звідти під виглядом репатріанта — в Москву. У 1946 році репресований: перебував в ув'язненні до 1955 року. З 1955 року проживав в НДР.